# Parochodaeus cornutus
Parochodaeus cornutus – gatunek chrząszcza z rodziny wygonakowatych i podrodziny Ochodaeinae.
Gatunek ten opisany został w 1910 roku przez Friedricha Ohausa jako Ochodaeus cornutus, który miejsce typowe określił jako „Buenos Aires i Santa Fé”.
Chrząszcz o ciele długości od 5,7 do 8 mm i szerokości od 2,8 do 4 mm. Powierzchnię jego głowy pokrywają rozproszone punkty, a ponadto na czole występują dwa wzgórki, natomiast guzkowanie może być obecne lub nie. Nadustek jest półkolisty, u samców z rogiem w każdym końcu. Długość nadustka wynosi połowę jego szerokości u samca. Narządy gębowe cechuje wykrojona warga górna i zaokrąglone brzegi zewnętrzne żuwaczek. Powierzchnia bródki jest nabrzmiała i pozbawiona bruzdy środkowej. Powierzchnia wypukłego przedplecza jest pokryta średnich do dużych rozmiarów guzkami, a między guzkami średnich rozmiarów punktami. Boczne brzegi przedplecza są równomiernie zaokrąglone. Pokrywy mają guzki na międzyrzędach wyposażone w krótkie, sterczące szczecinki. Przednia para odnóży ma golenie zaopatrzone w prawie prostą ostrogę wierzchołkową i pozbawione zęba wewnętrznego. Odnóże tylnej pary ma prosto zbudowany krętarz, bezzębną tylną krawędź uda, smukłą i prostą goleń oraz niepowiększony silnie pierwszy człon stopy. Odwłok nie ma wyrostka strydulacyjnego.
Owad neotropikalny, znany z argentyńskich prowincji Buenos Aires, Córdoba, Entre Ríos, Mendoza, Neuquén, Río Negro i Santa Fe, brazylijskiego stanu Rio Grande do Sul oraz paragwajskich departamentów Cordillera i Guairá.